# امگا مار
امگا مار یک ستاره است که در صورت فلکی مار قرار دارد.